# 데이비드 더루이즈
데이비드 더루이즈(David DeLuise, 1971년 11월 11일 ~ )는 미국의 배우이다.

## 출연 작품
- 빌리브 (2016)
- 더 파더 앤 더 베어 (2016)
- 골든 슈즈 (2015)
- 럭키 도그 (2014)
- 캐치 (2014)
- 싹스 (2013)
- 더 위자드 리턴: 알렉스 vs. 알렉스 (2013)
- 더 라스트 베스트 플레이스 (2013)
- 라스트 콜 (2012)
- 이라 핀클스테인스 크리스마스 (2011)
- 뱀파이어 써커 (2010)
- 프렙 & 랜딩 (2009)
- 우리 가족 마법사: 극장판 (2009)
- 크리스마스 프로포즈 (2008)
- 디어 미 (2008)
- 모스트리 고스트리 (2008)
- 번디: 언 아메리칸 아이콘 (2008)
- 루트 30 (2007)
- 우리 가족 마법사 - 시리즈 (2007)
- 드로윙 스타스 (2007)
- 웨어 데얼즈 어 윌 (2006)
- 모하비 폰 부스 (2006)
- 인털렉추얼 프로퍼티 (2006)
- 잼 (2006)
- 화려한 싱글 (2002)
- 닥터 두리틀 2 (2001)
- 공포의 집 (2000)
- 스타쉽 트루퍼스 - 애니메이션 시리즈 (1999)
- 비트윈 더 시트 (1998)
- 헤어셔츠 (1998)
- 배반의 음모 (1996)
- 솔로몬 가족은 외계인 (1996)
- 키킹 앤 스크리밍 (1995)
- 못말리는 드라큐라 (1995)
- 햄들의 침묵 (1994)
- 못말리는 로빈 훗 (1993)
- 강력범 (1979)